# Mohd Shahrul Mat Amin
Mohd Shahrul Mat Amin (né le 9 juin 1989) est un coureur cycliste malaisien. Bon sprinteur, il a notamment remporté le championnat de Malaisie sur route en 2011 et 2013.

## Palmarès
- 2010
  - 1re étape du Jelajah Malaysia
  - 2e du championnat de Malaisie sur route
  - 3e de la Melaka Governor Cup
- 2011
  -  Champion de Malaisie sur route
  - 4e étape du Tour de Brunei
  - 7e étape du Tour d'Indonésie
- 2012
  - 3e étape du Jelajah Malaysia
  - 1re et 3e étapes du Perlis Open
- 2013
  -  Champion de Malaisie sur route
  - 3e étape du Tour de Taïwan
  - 1re étape du Pahang GP
- 2016
  - 8e étape du Tour de Singkarak
  - 3e du championnat de Malaisie sur route
  - 3e du championnat de Malaisie du contre-la-montre
- 2017
  - 4e étape du Tour de Lombok
  - 9e étape du Tour de Singkarak
  -  Médaillé d'argent de la course en ligne aux Jeux d'Asie du Sud-Est
- 2022
  - 2e du championnat de Malaisie de l'omnium

## Classements mondiaux
| Année                                 | 2009 | 2010 | 2011 | 2012 | 2013 | 2014 | 2015 | 2016  | 2017  | 2018  | 2019  | 2020  | 2021 | 2022  | 2023 | 2024  |
| ------------------------------------- | ---- | ---- | ---- | ---- | ---- | ---- | ---- | ----- | ----- | ----- | ----- | ----- | ---- | ----- | ---- | ----- |
| Classement mondial                    |      |      |      |      |      |      |      | 1299e | 1858e | 2050e | 1842e | 2163e | nc   | 1970e | nc   | 2516e |
| UCI Asia Tour                         | 268e | 78e  | 54e  | 117e | 42e  | 256e | 336e | 211e  | 316e  | 382e  | 156e  | 173e  | nc   | 195e  | nc   | nc    |
|                                       |      |      |      |      |      |      |      |       |       |       |       |       |      |       |      |       |
| Légende : nc = non classéSource : UCI |      |      |      |      |      |      |      |       |       |       |       |       |      |       |      |       |